# Premier League 2008/2009
Premier League 2008/2009 var den 17:e säsongen av Premier League. Serien startade den 16 augusti 2008, och avslutades i maj 2009. Manchester United var regerande mästare, då de vann Premier League för tionde gången föregående säsong.
Säsongen 2007/2008 blev Reading, Birmingham City och Derby County nedflyttade till The Championship. Dessa ersattes av West Bromwich Albion, Stoke City, och Hull City som blev kvalificerade från The Championship.

## Uppflyttningar och nedflyttningar
Lag uppflyttade från Football League Championship 2007/2008
- Vinnare: West Bromwich Albion
- Tvåa: Stoke City
- Uppflyttade efter playoff: Hull City

Lag nedflyttade till Football League Championship 2008/2009
- Reading
- Birmingham City
- Derby County

## Ligatabell
| Nr | Lag                      | S  | V  | O  | F  | GM | IM | MS  | P  |
| -- | ------------------------ | -- | -- | -- | -- | -- | -- | --- | -- |
| 1  | Manchester United (RM)   | 38 | 28 | 6  | 4  | 68 | 24 | +44 | 90 |
| 2  | Liverpool                | 38 | 25 | 11 | 2  | 77 | 27 | +50 | 86 |
| 3  | Chelsea                  | 38 | 25 | 8  | 5  | 68 | 24 | +44 | 83 |
| 4  | Arsenal                  | 38 | 20 | 12 | 6  | 68 | 37 | +31 | 72 |
| 5  | Everton                  | 38 | 17 | 12 | 9  | 55 | 37 | +18 | 63 |
| 6  | Aston Villa              | 38 | 17 | 11 | 10 | 54 | 48 | +6  | 62 |
| 7  | Fulham                   | 38 | 14 | 11 | 13 | 39 | 34 | +5  | 53 |
| 8  | Tottenham Hotspur        | 38 | 14 | 9  | 15 | 45 | 45 | 0   | 51 |
| 9  | West Ham United          | 38 | 14 | 9  | 15 | 42 | 45 | −3  | 51 |
| 10 | Manchester City          | 38 | 15 | 5  | 18 | 58 | 50 | +8  | 50 |
| 11 | Wigan Athletic           | 38 | 12 | 9  | 17 | 34 | 45 | −11 | 45 |
| 12 | Stoke City (U)           | 38 | 12 | 9  | 17 | 38 | 55 | −17 | 45 |
| 13 | Bolton Wanderers         | 38 | 11 | 8  | 19 | 41 | 53 | −12 | 41 |
| 14 | Portsmouth               | 38 | 10 | 11 | 17 | 38 | 57 | −19 | 41 |
| 15 | Blackburn Rovers         | 38 | 10 | 11 | 17 | 40 | 60 | −20 | 41 |
| 16 | Sunderland               | 38 | 9  | 9  | 20 | 34 | 54 | −20 | 36 |
| 17 | Hull City (U)            | 38 | 8  | 11 | 19 | 39 | 64 | −25 | 35 |
| 18 | Newcastle United         | 38 | 7  | 13 | 18 | 40 | 59 | −19 | 34 |
| 19 | Middlesbrough            | 38 | 7  | 11 | 20 | 28 | 57 | −29 | 32 |
| 20 | West Bromwich Albion (U) | 38 | 8  | 8  | 22 | 36 | 67 | −31 | 32 |

## Arenor
| Lag                  | Arena                      | Kapacitet |
| -------------------- | -------------------------- | --------- |
| Manchester United    | Old Trafford               | 76 212    |
| Arsenal              | Emirates Stadium           | 60 355    |
| Newcastle United     | St James' Park             | 52 387    |
| Sunderland           | Stadium of Light           | 48 707    |
| Manchester City      | City of Manchester Stadium | 47 726    |
| Liverpool            | Anfield                    | 45 522    |
| Aston Villa          | Villa Park                 | 42 640    |
| Chelsea              | Stamford Bridge            | 42 055    |
| Everton              | Goodison Park              | 40 569    |
| Tottenham Hotspur    | White Hart Lane            | 36 240    |
| West Ham United      | Upton Park                 | 35 303    |
| Middlesbrough        | Riverside Stadium          | 35 049    |
| Blackburn Rovers     | Ewood Park                 | 31 367    |
| Fulham               | Craven Cottage             | 30 500    |
| Bolton Wanderers     | Reebok Stadium             | 28 723    |
| Stoke City           | Britannia Stadium          | 28 383    |
| West Bromwich Albion | The Hawthorns              | 28 003    |
| Hull City            | KC Stadium                 | 25 404    |
| Wigan Athletic       | JJB Stadium                | 25 138    |
| Portsmouth           | Fratton Park               | 20 688    |

## Annan statistik

### Resultat
- Hemmamatcher vågrätt
- Bortamatcher lodrätt

| Hemma \ Borta        | ARS | AST | BLA | BOL | CHE | EVE | FUL | HUL | LIV | MNC | MNU | MID | NEW | POR | STK | SUN | TOT | WBA | WHU | WIG |
| Arsenal              | —   | 0–2 | 4–0 | 1–0 | 1–4 | 3–1 | 0–0 | 1–2 | 1–1 | 2–1 | 2–1 | 2–0 | 3–0 | 1–0 | 4–1 | 0–0 | 4–4 | 1–0 | 0–0 | 1–0 |
| Aston Villa          | 2–2 | —   | 3–2 | 4–2 | 0–1 | 3–3 | 0–0 | 1–0 | 0–0 | 4–2 | 0–0 | 1–2 | 1–0 | 0–0 | 2–2 | 2–1 | 1–2 | 2–1 | 1–1 | 0–0 |
| Blackburn Rovers     | 0–4 | 0–2 | —   | 2–2 | 0–2 | 0–0 | 1–0 | 1–1 | 1–3 | 2–2 | 0–2 | 1–1 | 3–0 | 2–0 | 3–0 | 1–2 | 2–1 | 0–0 | 1–1 | 2–0 |
| Bolton Wanderers     | 1–3 | 1–1 | 0–0 | —   | 0–2 | 0–1 | 1–3 | 1–1 | 0–2 | 2–0 | 0–1 | 4–1 | 1–0 | 2–1 | 3–1 | 0–0 | 3–2 | 0–0 | 2–1 | 0–1 |
| Chelsea              | 1–2 | 2–0 | 2–0 | 4–3 | —   | 0–0 | 3–1 | 0–0 | 0–1 | 1–0 | 1–1 | 2–0 | 0–0 | 4–0 | 2–1 | 5–0 | 1–1 | 2–0 | 1–1 | 2–1 |
| Everton              | 1–1 | 2–3 | 2–3 | 3–0 | 0–0 | —   | 1–0 | 2–0 | 0–2 | 1–2 | 1–1 | 1–1 | 2–2 | 0–3 | 3–1 | 3–0 | 0–0 | 2–0 | 3–1 | 4–0 |
| Fulham               | 1–0 | 3–1 | 1–2 | 2–1 | 2–2 | 0–2 | —   | 0–1 | 0–1 | 1–1 | 2–0 | 3–0 | 2–1 | 3–1 | 1–0 | 0–0 | 2–1 | 2–0 | 1–2 | 2–0 |
| Hull City            | 1–3 | 0–1 | 1–2 | 0–1 | 0–3 | 2–2 | 2–1 | —   | 1–3 | 2–2 | 0–1 | 2–1 | 1–1 | 0–0 | 1–2 | 1–4 | 1–2 | 2–2 | 1–0 | 0–5 |
| Liverpool            | 4–4 | 5–0 | 4–0 | 3–0 | 2–0 | 1–1 | 0–0 | 2–2 | —   | 1–1 | 2–1 | 2–1 | 3–0 | 1–0 | 0–0 | 2–0 | 3–1 | 3–0 | 0–0 | 3–2 |
| Manchester City      | 2–0 | 3–0 | 3–1 | 1–0 | 1–3 | 0–1 | 1–3 | 5–1 | 2–3 | —   | 0–1 | 1–0 | 2–1 | 6–0 | 3–0 | 1–0 | 1–2 | 4–2 | 3–0 | 1–0 |
| Manchester United    | 0–0 | 3–2 | 2–1 | 2–0 | 3–0 | 1–0 | 3–0 | 4–3 | 1–4 | 2–0 | —   | 1–0 | 1–1 | 2–0 | 5–0 | 1–0 | 5–2 | 4–0 | 2–0 | 1–0 |
| Middlesbrough        | 1–1 | 1–1 | 0–0 | 1–3 | 0–5 | 0–1 | 0–0 | 3–1 | 2–0 | 2–0 | 0–2 | —   | 0–0 | 1–1 | 2–1 | 1–1 | 2–1 | 0–1 | 1–1 | 0–0 |
| Newcastle United     | 1–3 | 2–0 | 1–2 | 1–0 | 0–2 | 0–0 | 0–1 | 1–2 | 1–5 | 2–2 | 1–2 | 3–1 | —   | 0–0 | 2–2 | 1–1 | 2–1 | 2–1 | 2–2 | 2–2 |
| Portsmouth           | 0–3 | 0–1 | 3–2 | 1–0 | 0–1 | 2–1 | 1–1 | 2–2 | 2–3 | 2–0 | 0–1 | 2–1 | 0–3 | —   | 2–1 | 3–1 | 2–0 | 2–2 | 1–4 | 1–2 |
| Stoke City           | 2–1 | 3–2 | 1–0 | 2–0 | 0–2 | 2–3 | 0–0 | 1–1 | 0–0 | 1–0 | 0–1 | 1–0 | 1–1 | 2–2 | —   | 1–0 | 2–1 | 1–0 | 0–1 | 2–0 |
| Sunderland           | 1–1 | 1–2 | 0–0 | 1–4 | 2–3 | 0–2 | 1–0 | 1–0 | 0–1 | 0–3 | 1–2 | 2–0 | 2–1 | 1–2 | 2–0 | —   | 1–1 | 4–0 | 0–1 | 1–2 |
| Tottenham Hotspur    | 0–0 | 1–2 | 1–0 | 2–0 | 1–0 | 0–1 | 0–0 | 0–1 | 2–1 | 2–1 | 0–0 | 4–0 | 1–0 | 1–1 | 3–1 | 1–2 | —   | 1–0 | 1–0 | 0–0 |
| West Bromwich Albion | 1–3 | 1–2 | 2–2 | 1–1 | 0–3 | 1–2 | 1–0 | 0–3 | 0–2 | 2–1 | 0–5 | 3–0 | 2–3 | 1–1 | 0–2 | 3–0 | 2–0 | —   | 3–2 | 3–1 |
| West Ham United      | 0–2 | 0–1 | 4–1 | 1–3 | 0–1 | 1–3 | 3–1 | 2–0 | 0–3 | 1–0 | 0–1 | 2–1 | 3–1 | 0–0 | 2–1 | 2–0 | 0–2 | 0–0 | —   | 2–1 |
| Wigan Athletic       | 1–4 | 0–4 | 3–0 | 0–0 | 0–1 | 1–0 | 0–0 | 1–0 | 1–1 | 2–1 | 1–2 | 0–1 | 2–1 | 1–0 | 0–0 | 1–1 | 1–0 | 2–1 | 0–1 | —   |

## Skytteligan
| Rankning | Målskytt          | Klubb             | Mål |
| -------- | ----------------- | ----------------- | --- |
| 1        | Nicolas Anelka    | Chelsea           | 19  |
| 2        | Cristiano Ronaldo | Manchester United | 18  |
| 3        | Steven Gerrard    | Liverpool         | 16  |
| 4        | Robinho           | Manchester City   | 14  |
| 4        | Fernando Torres   | Liverpool         | 14  |
| 6        | Darren Bent       | Tottenham Hotspur | 12  |
| 6        | Kevin Davies      | Bolton Wanderers  | 12  |
| 6        | Dirk Kuyt         | Liverpool         | 12  |
| 6        | Wayne Rooney      | Manchester United | 12  |

## Tränarbyten
| Lag               | Tränare             | Typ av avgång                     | Datum för vakans | Ersatt av           | Datum för utnämningen | Position i tabellen |
| ----------------- | ------------------- | --------------------------------- | ---------------- | ------------------- | --------------------- | ------------------- |
| Chelsea           | Avram Grant         | Sparkad                           | 24 maj 2008      | Luiz Felipe Scolari | 1 juli 2008           | Försäsongen         |
| West Ham United   | Alan Curbishley     | Avgick                            | 3 september 2008 | Gianfranco Zola     | 11 september 2008     | 5:a                 |
| Newcastle United  | Kevin Keegan        | Avgick                            | 4 september 2008 | Joe Kinnear         | 26 september 2008     | 11:a                |
| Tottenham Hotspur | Juande Ramos        | Sparkad                           | 25 oktober 2008  | Harry Redknapp      | 26 oktober 2008       | 20:a                |
| Portsmouth        | Harry Redknapp      | Köpt av Tottenham för £5 miljoner | 26 oktober 2008  | Tony Adams          | 28 oktober 2008       | 7:a                 |
| Sunderland        | Roy Keane           | Avgick                            | 4 december 2008  | Ricky Sbragia       | 27 december 2008      | 18:e                |
| Blackburn Rovers  | Paul Ince           | Sparkad                           | 16 december 2008 | Sam Allardyce       | 17 december 2008      | 19:e                |
| Portsmouth        | Tony Adams          | Sparkad                           | 9 februari 2009  | vakant              |                       | 16:e                |
| Chelsea           | Luiz Felipe Scolari | Sparkad                           | 9 februari 2009  | Guus Hiddink        | 11 februari 2009      | 4:e                 |

## Månadspriser
| Månad     | Månadens tränare                      | Månadens spelare                  |
| --------- | ------------------------------------- | --------------------------------- |
| Augusti   | Gareth Southgate (Middlesbrough)      | Deco (Chelsea)                    |
| September | Phil Brown (Hull City)                | Ashley Young (Aston Villa)        |
| Oktober   | Rafael Benítez (Liverpool)            | Frank Lampard (Chelsea)           |
| November  | Gary Megson (Bolton Wanderers)        | Nicolas Anelka (Chelsea)          |
| December  | Martin O'Neill (Aston Villa)          | Ashley Young (Aston Villa)        |
| Januari   | Sir Alex Ferguson (Manchester United) | Nemanja Vidić (Manchester United) |